# 新同樂餐廳
新同樂餐廳，在台北市敦化南路上的一間高級餐廳。源自香港，在臺灣經營約20年。

## 主要菜色
- 鮑魚
- 魚翅
- 刺參
- 牛排粒
- 燕窩
- 龍蝦
- 處女蟳
- 小羊排

## 用餐過的名人
政府官員
- 最高法院檢察署檢察總長的陳聰明，在建商友人的招待下，才去得起2次以上。（每人消費額含紅酒，約新台幣1萬元）

名嘴
- 黎建南
- 胡忠信
- 張啟楷
- 江岷欽
- 張友驊
- 盛治仁